# Longue durée
Longue durée (deutsch lange Dauer) bezeichnet einen geschichtswissenschaftlichen Fachbegriff, der die Geschichtswissenschaft auf eine neue, strukturalistische Grundlage stellt. Dieser Begriff ist von Fernand Braudel aus der Annales-Schule geprägt worden. In seiner dreibändigen thèse d’État Das Mittelmeer und die mediterrane Welt in der Epoche Philipps II. aus dem Jahr 1949 charakterisiert er den Raum in Bezug auf die Zeitverläufe in einem innovativen Modell. Braudel unterscheidet drei Zeitebenen in der Geschichte und hat deshalb je einen Band einer Zeitebene zugeordnet:
- Die lange Dauer (longue durée) charakterisiert die zeitlich langsamste Entwicklungsform historischer Prozesse. Der entsprechende erste Band befasst sich dementsprechend mit sozialen, herrschaftlichen und wirtschaftlichen Strukturveränderungen sowie mit den Einwirkungen geographischer Gegebenheiten auf diese Veränderungsprozesse. Dadurch beabsichtigte Braudel über den engeren Bezugsrahmen seines Untersuchungsgegenstands hinaus zugleich, Geschichte nicht mehr als Aneinanderreihung einzelner Daten, sondern als zusammenhängendes Ganzes zu verstehen. Als Beispiel ist besonders die sich nicht verändernde Küstenlage Barcelonas genannt, ohne welche „der maritime Aufschwung des katalanischen Küstenlandes kaum zu verstehen“ sei.[2] Weitere Beispiele liefern u. a. die Pharaonenherrschaft über Ägypten, die etwa 3.300 Jahre andauerte, sowie die Feudalherrschaft im mittelalterlichen Europa. Die Ebene longue durée wird, im Gegensatz zu früheren geschichtswissenschaftlichen Untersuchungen, als die entscheidende angesehen, da sie sowohl die Bedingungen für die anderen Ebenen vorgebe als auch den Schlüssel zu ihrem Verständnis biete.

- Die mittlere Dauer, moyenne durée, nimmt im Gegensatz zu Strukturen Konjunkturen in den Blick, befasst sich also primär mit wirtschaftlichen Prozessen. Entwicklungen auf der Zeitebene vollziehen sich dabei in der Regel in einem kürzeren Wechsel als die sie bedingenden räumlichen Voraussetzungen. Das Siglo de Oro Spaniens, die Great Depression bzw. die Weltwirtschaftskrise sind Beispiele für Konjunkturphasen, die in einem Zeitrahmen von mehreren Jahren oder Jahrzehnten stattfanden. Einen längeren Rhythmus haben die Kondratjew-Zyklen zur Geschichte industrialisierter Gesellschaften.

- Das événement (dt. Ereignis) beschreibt meist politische Umbruchphasen, die lediglich von eingeschränkter zeitlicher Dauer und örtlicher Strahlkraft geprägt sind. Diese Ebene wird auch courte durée, „kurze Dauer“, genannt. Hierunter fallen vor allem nicht antizipierte Ereignisse eines Tages wie Gesetzesnovellierungen oder Herrscherwechsel, die zumeist nur Stunden oder Tage, höchstens jedoch Wochen zur Entwicklung benötigen. Es geht somit „darum, daß wir uns wie die reflektierteste traditionelle Geschichtswissenschaft fragen, ob sich mit der Aneinanderreihung dieser Lichtblitze oder Einzelbotschaften eine gültige Geschichte, eine bestimmte Geschichte der Menschen nachzeichnen läßt“.[3] Diese histoire événementielle war vor Braudel als Ereignisgeschichte geführt worden. Er selbst und nach ihm weitere Vertreter der Annales-Schule problematisieren jedoch die „Ereignisgeschichte, obwohl von allen die leidenschaftlichste, menschlich reichste“, da sie sich an der Oberfläche der Geschehnisse bewege.[4]